# أحمد القطراني
لواء أركان الحرب أحمد القطراني (1953 -) هو الأمين العام لرئاسة الاركان في الجيش الليبي وأحد المنشقين عن القذافي، أثر ثورة فبراير.

## حياته ونشأته
من مواليد سنة 1953 بمنطقة توكرة العريقة.

## مسيرته
كما أنه قاد أول تشكيل مقاتل ضد نظام الحكم في ليبيا وهو أول من أذاع بيان عسكري في ثورة فبراير ووجهه للضباط الأحرار الشرفاء
وخاطب فيه القوات الخاصة(الصاعقة)التي كانت بامرة اللواء عبد الفتاح يونس أن ذاك وكان جزء من الخطاب موجه لشخص اللواء

حيث قال له 
 ولقد استجاب اللواء لنداء الثورة

## محاولة اغتياله
ويذكر بأنه حاولوا اغتيال اللواء وهو من وقف ضد هذه الطرق وقال ليكن عصا نشق بها ظهر النظام .

## الثورة
قام الرجل بتشكيل سرايا الشهداء وهي التشكيلات الأم بثورة 17 فبراير ورفض أكثر من منصب ولايزال إلى الآن يناصر فكرة الجيش الوطني
واحترام التقاليد العسكرية وكذلك احترام القوانين المعمول بها في المؤسسة العسكرية.

## قضايا
متهم بقضايا فساد واختلاسات بالملايين وتهريب العملة